# Mujer joven reclinada en traje español
Mujer joven reclinada con traje español es una pintura al óleo sobre lienzo de Édouard Manet de 1862, que se encuentra en la Galería de Arte de la Universidad Yale en New Haven, Estados Unidos. La modelo, una mujer con cierto sobrepeso, sería la amante de Nadar, o tal vez de Baudelaire, pero se desconoce su identidad exacta. Está vestida con un traje de hombre español, que corresponde tanto a la moda por el folclore español en la Francia de Napoleón III, debida al origen de su esposa, la emperatriz Eugenia de Montijo, como a los códigos eróticos de la época en que el pantalón en una mujer se empleaba en los círculos galantes, ya que los hombres no acostumbrados a verlas con ellos lo veían sensual, pues los pantalones subrayan la forma de las piernas, caderas y nalgas, que los vestidos ocultan. Este lienzo está dedicado abajo a la derecha: À mon ami Nadar - Manet (A mi amigo Nadar-Manet)

## La obra
No se sabe si este lienzo fue pintado antes o después de Victorine Meurent en traje de torero. El contorno es firme y seguro. La luz aquí se enfoca menos en la cara que en los pantalones de terciopelo color crema y las medias ligeras. Se pensó erróneamente que era una especie de contraparte de Olympia debido a su postura pasiva y ofrecida y el peinado llamativo. El negro brillante de la camisa y la chaquetilla contrasta con el suave blanco de la piel, una combinación de colores característica del pintor. Aparece en una posición un tanto forzada sobre un diván color burdeos, acompañada de un gatito que juega en el suelo con unas naranjas. Por otro lado, la alusión a La maja desnuda de Goya es evidente.
En una carta dirigida a Nadar, Baudelaire pide hacer dos fotografías de las versiones reducidas que estaban a la venta, e incluso comprarlas si es posible «Imagínate a ti mismo de Richard Parkes Bonington».
Otros críticos también han pensado en una versión moderna de las Odaliscas de Ingres y Delacroix.
También hay un aguafuerte de este lienzo, grabado por Félix Bracquemond, y una acuarela de Manet realizada el mismo año y conservada en la Galería de Arte de la Universidad Yale.

## Origen
El cuadro pudo haber pertenecido a Baudelaire, según Vollard (1937, p. 33 ), luego fue entregado por Manet a Nadar a quien está dedicado. En la subasta de la colección Nadar de 1895, el cuadro de Manet sólo se vendió por 1 200 francos, lo que provocó la burla del Journal des Goncourt: «Un desastre la venta de este pobre Nadar». En 1902, el cuadro se encontraba con Eduard Arnhold, en Berlín. Luego se vendió en Nueva York a Stephen Carlton Clark, hermano de Robert Sterling Clark, heredero de Singer Sewing Company, y fideicomisario del Museo Metropolitano de Arte y el Museo de Arte Moderno, y que poseía una gran colección impresionista. La mitad de la colección de Clark fue al Museo Metropolitano de Arte, la otra mitad a la Universidad de Yale.